# نورمان توماس (عسكري)
نورمان توماس (بالإنجليزية: Norman Thomas)‏ هو عسكري أسترالي، (و. 1894  م).